# Коуч, Мэттью
Мэ́ттью Ко́уч (англ. Matthew Couch; род. 30 июня 1974 года) — английский профессиональный игрок в снукер. Проживает в городе Сканторп, Линкольншир (Англия).

## Карьера
Большими успехами Коуч не отметился, однако в 1998 дошёл до 1/4 чемпионата Великобритании. На этом же турнире сделал свой высший брейк — 141 очко (квалификация к турниру 2002 года).
Вернулся в мэйн-тур в сезоне 2008/09, где, в частности, отметился достаточно успешным выступлением в квалификации к чемпионату мира. Можно выделить его победу над экс-чемпионом мира — Джоном Пэрротом, 10:3. Всё это позволило ему занять 69-е место в рейтинге. Это же место он занял и по итогам следующего сезона.
В 2010 году Коуч стал финалистом низкорейтингового турнира серии EPTC (этап 2).
Коуч является официальным тренером WPBSA по снукеру.